# President McKinley Inauguration Footage
Pour plus de détails, voir Fiche technique et Distribution.
President McKinley Inauguration Footage est un film documentaire muet américain en noir et blanc qui se compose de deux films sortis en 1901 : President McKinley Taking the Oath et President McKinley and Escort Going to the Capitol. 
Ces films montrent le président des États-Unis William McKinley au Capitole pour sa prestation de serment.

## Fiche technique
- Titre : President McKinley Inauguration Footage
- Autre titre : President McKinley Taking the Oath
- Photographie : G. W. Bitzer
- Société de production : Edison Manufacturing Company
- Société de distribution : Edison Manufacturing Company (États-Unis)
- Pays :  États-Unis
- Genre : Documentaire
- Durée : 1 minute
- Date de sortie : 16 mars 1901

## Personnalités présentes dans le film
- William McKinley
- Joseph G. Cannon
- John Dalzell
- George Dewey
- Melville W. Fuller
- Marcus Hanna
- James K. Jones
- Ida McKinley
- Thomas C. McRae
- Nelson Appleton Miles
- John Lendrum Mitchell
- Daniel M. Ransdell
- John Sherman
- John C. Spooner